# Forêt domaniale de Pélenc
La forêt domaniale de Pélenc couvre 1 035 hectares. Elle est située dans la partie nord-ouest du département du Var, sur les territoires des communes de Moissac-Bellevue (762,10 hectares), de Montmeyan (254,65 hectares) et de Fox-Amphoux (18,25 hectares).

## Toponymie
La forêt de Pellen est citée dès 1593 dans une transaction passée entre Rolland de Castellane, seigneur de Montmeyan, et les habitants de ce terroir,. Le terme pélenc (ou pelen) sert à désigner une pelouse, un pâturage, ou encore un champ en friche.

## Présentation
La forêt de Pélenc, constituée de trois cantons distincts, repose majoritairement sur des sols rouges méditerranéens. Elle est située dans l’étage de la chênaie verte et pubescente. Les cantons du Grand Pélenc et des Cadenières (938 hectares) sont couverts d’un beau taillis de chêne vert et pubescent. Le canton des Eyssariades (97 hectares), situé à environ 750 m d’altitude, est couvert essentiellement d’une futaie résineuse régulière de pin d’Alep, parfois avec en mélange avec des pins sylvestres et des pins maritimes.
Il est à noter que de nombreux reboisements en cèdres, sapins méditerranéens et pins noirs ont été réalisés dans les années 1970, pour une surface d’environ 53 hectares. Ces reboisements ont parfois été disséminés, parfois sur des surfaces de plusieurs hectares d’un seul tenant.

## Périmètre
Le périmètre de tous les cantons est presque entièrement matérialisé par un layon de 2 mètres de largeur. Ce layon est en général bien entretenu et bien visible. Souvent, ce périmètre est jalonné par des bornes parfois numérotées ou des croix gravées dans la roche. Parfois, il est délimité par des murets.
La longueur totale du périmètre est d’environ 40 km (6,1 km pour le canton des Essariades, 24,3 km pour le canton du Grand Pélenc, 9,5 km pour le canton des Cadenières).

## Milieu naturel

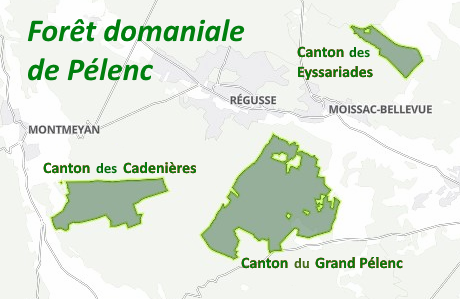
Les trois cantons de la forêt de Pélenc sur un fond de carte d'OpenStreetMap.

Les trois cantons de cette forêt sont peu éloignés les uns des autres. Ils s’insèrent dans un ensemble de collines au relief peu accusé. Il n’y a pas cours d’eau dans la forêt ; quelques ruisseaux temporaires peuvent apparaître en fond de vallon lors de fortes pluies.
Le sol des trois cantons est constitué de roches sédimentaires carbonatées (calcaire ou dolomie). On peut identifier le Jurassique supérieur dolomitique dans le canton des Eyssariades, le Jurassique supérieur calcaire dans le canton du Grand Pélenc, le Tithonien et le Valanginien calcaire dans le canton des Cadenières.
La forêt de Pélenc appartient à une zone naturelle d'intérêt écologique, faunistique et floristique de type II qui abrite 14 espèces d'intérêt patrimonial, dont trois sont déterminantes : le Rollier d'Europe, l'Ascalaphon du midi et l'Hespérie de la ballote.

## Résistance française
En juin 1943, Daniel Bénédite, Paul Schmierer et Roger Taillefer mettent en place un chantier forestier qui sert de lieu de transit pour réfugiés et opposants dans la forêt de Pélenc. Jusqu'en août 1944, cette exploitation forestière sert de base arrière pour les activités de renseignement du réseau Tartane-Masséna,,.
La carte de la Résistance dans le Var établie par le Comité d'histoire de la Seconde Guerre mondiale montre le maquis du Pélenc (Armée secrète) avec le chantier forestier/camp de réfractaires, un dépôt d'armes clandestin à la ferme de Camillier et le parachutage du 13 mai 1944.